# Jacques-Luc Barbier-Walbonne
Jacques-Luc Barbier-Walbonne (né Jacques-Luc Barbier le 18 octobre 1769 à Nîmes-mort le 16 mars 1860 à Passy) est un peintre d'histoire et portraitiste français, élève de Jacques-Louis David aussi désigné selon les sources sous les noms de Jean-Luc Barbier-Walbonne, Luc Barbier, J.L. Barbier de Valbonne ou Lebarbier de Valbonne.

## Biographie
Il réalise pour le roi Louis XVI le portrait de George Washington aux États-Unis, et fait sous le Premier Empire plusieurs portraits de généraux et maréchaux. 
Pendant la Révolution française il s'engage dans le 5e régiment de hussards où il obtient le grade de lieutenant. En 1794 il est nommé commissaire par les représentants du peuple en mission, chargé du pillage des œuvres d'art en Belgique ; son activité révolutionnaire est décrite par Gaston Brière dans un article du Bulletin de la Société de l'histoire de l'art français  « Le peintre J.L. Barbier et les conquêtes artistiques en Belgique ».
Il est l'assistant de son ami et ancien condisciple François Gérard pour certaines grandes compositions. Son condisciple Jean-Baptiste Isabey fait son portrait fumant la pipe sous le titre le Fumeur ; Jean-Auguste-Dominique Ingres fait aussi son portrait.

## Œuvres
- Portrait d'Antoine Georges François de Chabaud-Latour et sa famille, 1806[5], Rhode Island School of Design Museum
- Portrait du général Moreau, Paris, musée de l'Armée, 1816, d'après François Gérard.
- Portrait du maréchal Moncey, Versailles, musée national du château de Versailles.
- Portrait de Mme la baronne Fauchet, à Florence, huile sur toile, 1812, H. 176,8 cm ; L. 131,1 cm, signé ; Vente aux enchères, Maître Cornette de Saint-Cyr, mercredi 10 décembre 1997, lot 97, non vendu.
- Vue du temple d'Agrigente en Sicile.

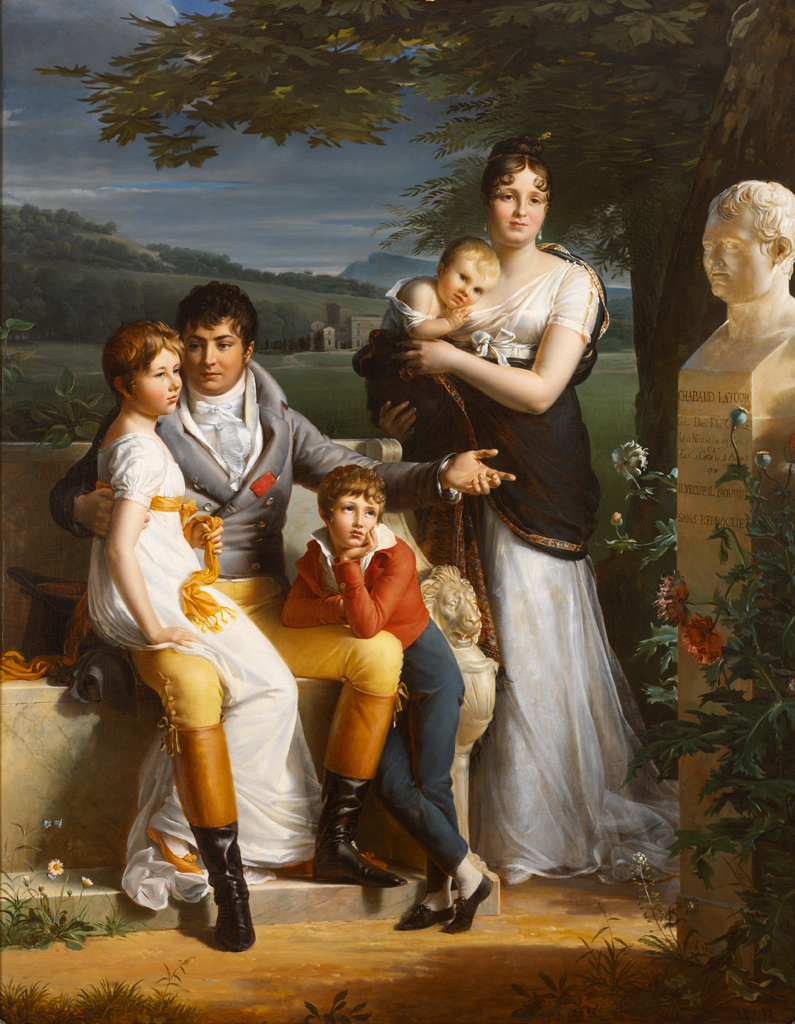
Barbier-Walbonne, Portrait d'Antoine Georges François de Chabaud-Latour et sa famille, 1806 (Providence, Rhode Island School of Design Museum).

## Vie privée
.

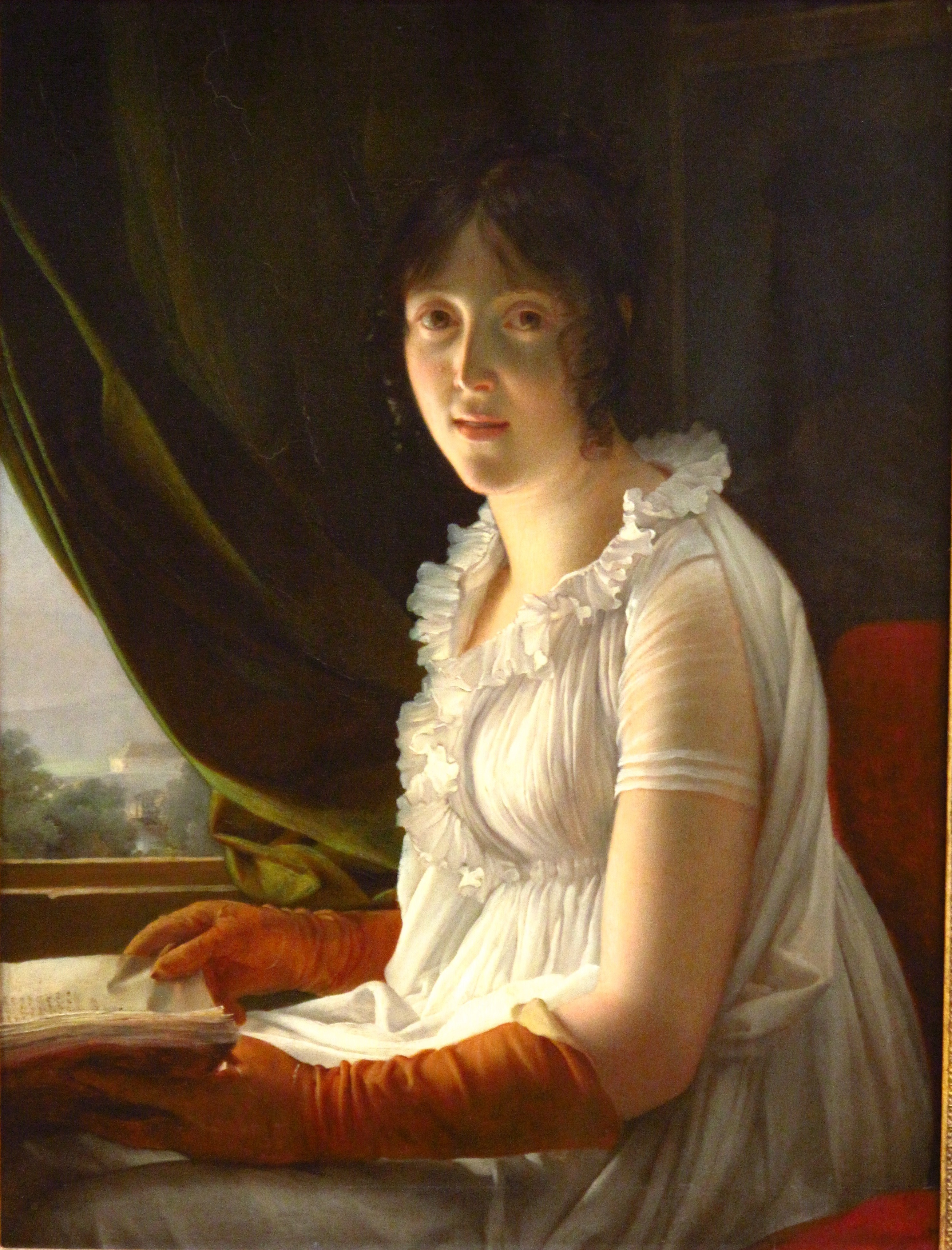
Madame de Barbier-Walbonne, par François Gérard.

Il épouse en 1800 à Paris la cantatrice Marie-Philippe-Claude de Walbonne (1763-1818), dont François Gérard fait le portrait, et prend son patronyme pour se nommer Barbier-Walbonne.
Ils ont une fille Luce Marie Lavinie Barbier-Walbonne (1796-1884) qui épouse en 1819 le général-baron Jean-Lucq d'Arriule (1774-1850).

## Sources
- Charles Gabet, Dictionnaire des artistes de l'école française au XIXe siècle  édition Madame Vergne, 1831
- Michael Bryan, A biographical and critical dictionary of painters and engravers édition H. G. Bohn, 1865
- David Karel Dictionnaire des artistes de langue française en Amérique du Nord: peintres, sculpteurs, dessinateurs, graveurs, photographes, et orfèvres édition Presses Université Laval, 1992